# 鲍里斯皮尔市镇
鲍里斯皮尔市级市镇（烏克蘭語：Бориспільська міська громада），是乌克兰基辅州鲍里斯皮尔区的市镇，行政中心为鲍里斯皮尔。市镇面积为528.07平方公里，人口数量为79,158人（2020年）。

## 聚居点
该市镇包括一个城市（鲍里斯皮尔）和18个村庄：
- 安德里伊夫卡
- 阿爾泰米夫卡
- 大斯塔里察
- 赫利博凱
- 霍羅比伊夫卡
- 霍羅迪謝
- 赫里霍里夫卡
- 伊萬基夫
- 基里伊夫希納
- 庫恰基夫
- 萊貝丁
- 柳巴爾齊
- 小斯塔里察
- 佩雷胡德
- 羅霍濟夫
- 森基夫卡
- 蘇利米夫卡
- 塔拉西夫卡